# My Singing Monsters
 (juin 2023).
La mise en forme du texte ne suit pas les recommandations de Wikipédia : il faut le « wikifier ».
Les points d'amélioration suivants sont les cas les plus fréquents. Le détail des points à revoir est peut-être précisé sur la page de discussion.
- Les titres sont pré-formatés par le logiciel. Ils ne sont ni en capitales, ni en gras.
- Le texte ne doit pas être écrit en capitales (les noms de famille non plus), ni en gras, ni en italique, ni en « petit »…
- Le gras n'est utilisé que pour surligner le titre de l'article dans l'introduction, une seule fois.
- L'italique est rarement utilisé : mots en langue étrangère, titres d'œuvres, noms de bateaux, etc.
- Les citations ne sont pas en italique mais en corps de texte normal. Elles sont entourées par des guillemets français : « et ».
- Les listes à puces sont à éviter, des paragraphes rédigés étant largement préférés. Les tableaux sont à réserver à la présentation de données structurées (résultats, etc.).
- Les appels de note de bas de page (petits chiffres en exposant, introduits par l'outil «  Source ») sont à placer entre la fin de phrase et le point final[comme ça].
- Les liens internes (vers d'autres articles de Wikipédia) sont à choisir avec parcimonie. Créez des liens vers des articles approfondissant le sujet. Les termes génériques sans rapport avec le sujet sont à éviter, ainsi que les répétitions de liens vers un même terme.
- Les liens externes sont à placer uniquement dans une section « Liens externes », à la fin de l'article. Ces liens sont à choisir avec parcimonie suivant les règles définies. Si un lien sert de source à l'article, son insertion dans le texte est à faire par les notes de bas de page.
- La présentation des références doit suivre les conventions bibliographiques. Il est recommandé d'utiliser les modèles {{Ouvrage}}, {{Chapitre}}, {{Article}}, {{Lien web}} et/ou {{Bibliographie}}. Le mode d'édition visuel peut mettre en forme automatiquement les références.
- Insérer une infobox (cadre d'informations à droite) n'est pas obligatoire pour parachever la mise en page.

Pour une aide détaillée, merci de consulter Aide:Wikification.
Si vous pensez que ces points ont été résolus, vous pouvez retirer ce bandeau et améliorer la mise en forme d'un autre article.
My Singing Monsters est une franchise de jeux vidéo de 2012 développée par Big Blue Bubble et publiée par le Fonds des médias du Canada. Le premier jeu de la série est sorti le 4 septembre 2012 pour Apple iOS. Des ports du jeu pour d'autres systèmes d'exploitation ont ensuite été publiés, notamment des versions pour Android, Amazon Kindle Fire, Barnes & Noble Nook et Steam. Le jeu est également sorti sur la console portable PlayStation Vita. Depuis sa sortie, My Singing Monsters est devenu une franchise multimédia, avec une préquelle, plusieurs jeux dérivés, des livres, des événements et séries en direct, et un jeu de société. Le 12 mai 2021, Big Blue Bubble a annoncé que la série sortirait son premier titre sur console, My Singing Monsters: Playground, le 9 novembre 2021.

## My Singing Monsters
Dans My Singing Monsters, les joueurs collectionnent et élèvent de nombreux types de monstres différents, chacun ayant une ligne musicale unique qui est chantée ou jouée sur un instrument. L'élevage de deux éléments de monstres créera une nouvelle espèce de monstre, qui dépend du niveau des monstres reproducteurs. Chaque île possède un ensemble unique de monstres disponibles qui jouent ensemble un certain thème musical. Les monstres présents sur une île génèrent différents types de monnaie dans le jeu qui peuvent, à leur tour, être utilisées pour acquérir des décorations, supprimer des obstacles, construire des structures, annuler la suppression d'obstacles et acheter de la nourriture pour que les monstres montent de niveau et générer plus de devises. Il existe également des réalisations et des objectifs pour diriger le gameplay, avec la monnaie du jeu comme récompenses. Il est également possible d'acheter des devises telles que des pièces, des diamants, des friandises, des reliques, des clés ou des éclats. Certaines devises peuvent être obtenues en utilisant des fonctionnalités supplémentaires.
Les îles sont les différents endroits habités par les monstres. Certaines îles suivent la méthode consistant à acheter quatre éléments simples, puis à les reproduire en encore plus de monstres (par exemple l'Île des Plantes, l'Île du Froid, l'Île de l'Air etc.). D'autres îles nécessitent de téléporter des monstres d'une autre île (par exemple l'Île Étherée ,le Sanctuaire Magique, La Cabane Saisonnière etc.)D'autres îles demandent au joueur d'acheter les monstres en tant que "statues" ou "vaisseaux", puis de zapper les œufs de monstres des structures de reproduction sur d'autres îles dans l'une des statues pour réveiller la statue (c'est-à-dire l'île des Stepelins, l'île Céleste, l'île de l'Ambre). Le Colisée du Chant est une île de combat où le joueur peut faire des quêtes pour améliorer son niveau dans le Colisée du Chant. Les joueurs peuvent également collecter des costumes dans le Colisée du Chant. L'île des Compositeurs est l'endroit où les joueurs peuvent créer leurs propres chansons.
La distinction de My Singing Monsters par rapport aux autres jeux de simulation est le processus de "construction" de création de musique qui est principalement motivé par l'utilisation des monstres musicaux éponymes. Les joueurs prennent leurs propres décisions sur ce qui détermine l'île "parfaite" en choisissant sélectivement les monstres qui, selon eux, amélioreraient leur jeu dans l'ensemble grâce à une combinaison de conception et de génération de devises dans le jeu. Certains monstres ou décorations spéciaux sont plus difficiles à débloquer, nécessitant souvent des devises exclusives, des événements spéciaux (tels que des vacances et des événements en jeu), des "torches de souhaits" ou d'autres méthodes spéciales pour les obtenir ou les activer.
Certains monstres chantent dans un charabia absurde (comme le Mec Mammouth (bum), la Gwenouille(wow) et l'Orteil Gommée(doo)), certains chantent des lignes fracturées ou courtes en anglais (comme le PomPom (hey), le Sucré-Bush (Yeah), et le Houla (yay)), et d'autres jouent d'instruments réels ou fictifs (tels que la Boum-Carapace ( batterie ) et le Cor-corne ( violoncelle )). Il existe également des monstres spéciaux connus sous le nom de "Zévoïce"(Werdos en Anglais) qui chantent des paroles (les Parlsona, Tawkerr, Stoowarb et Maggpi ). Les personnages sont souvent conçus comme des exagérations d'animaux ou d'objets du monde réel (comme la Gwenouille ( grenouille ) et le T-Rox ( T-rex )), des caricatures de monstres du folklore et de la mythologie (comme le Lapin Taquin épique ( jackalope ) et le Dragong ( dragon )), des fusions d'êtres vivants et d'instruments (comme le Floogull ( trompette ou Bugle/ mouette ) et le Saxo-Renard ( saxophone / renard ), des ressemblances avec des personnes du monde réel (comme le Sucré-bush et le G'joob si on prend compte de sa description et ses costumes ), ou des représentations de la composition élémentaire du monstre dans le jeu (comme le Clacula et la Bedaine ). Certains monstres fonctionnent différemment, par exemple, la Boîte-Step éclos sous forme de boîte, et doit avoir tous les monstres naturels de l'île "enboîté" pour l'alimenter (les versions rare et épiques de la Boîte-Step prennent les monstres Rares et Épiques à la place, ainsi que faire différents bruits) La plupart des monstres ont des variantes "Rare" et "Épiques", qui ne peuvent être obtenues que lors d'événements spéciaux.
De plus, d'autres fonctionnalités telles que le classement des meilleures îles , l'île Tribale, les succès, les amis, les batailles et les événements spéciaux sont également présentes.
Certains mécanismes de jeu ont été abandonnés, comme la Mine, qui a été remplacée par une Mini Mine, et une Mine Maximum sur l'île des Plantes si le joueur avait effectué au moins un achat intégré.

### Monster Choir
Monster Choir était la version chinoise et coréenne de My Singing Monsters publiée par Yodo1, qui a depuis été abandonnée. Il propose des modes de jeu et des fonctions supplémentaires.

## My Singing Monsters: Dawn of Fire
My Singing Monsters: Dawn of Fire est une préquelle de l'original My Singing Monsters, qui se déroule à une époque où l'élément du Feu est né. Contrairement au jeu original, la chanson principale est sur le "Continent", une terre supercontinentale qui a été formée de la même manière que la Pangée. Il y a cinq sections du continent, déverrouillées à différents niveaux de joueurs et basées sur les îles naturelles du jeu original. Les monstres sous leur forme de bambin sont initialement élevés sur le Continent, chacun jouant un air unique qui contribue au thème musical. Chaque monstre demande un ensemble unique "d'objets d'artisanat" qui peuvent être utilisés pour augmenter leur niveau jusqu'au niveau 20 ; remplir ces demandes récompensera la monnaie du jeu ainsi que des avantages supplémentaires qui peuvent débloquer des fonctionnalités supplémentaires du jeu. À un certain niveau de monstre, unique à chaque monstre, les tout-petits monstres sont capables de se téléporter en permanence vers des îles supplémentaires appelées "îles péripheriques"  en tant que monstres adultes, gagnant de nouvelles lignes musicales sur une île avec un groupe unique de monstres musicaux qui produisent un tout autre. thème de la chanson. Ceux-ci incluent l'île des Fêtes, L'île de l'Espace, L'île des nuages et L'île de la caverne. Il existe également une autre île, appelée Henge des Étoiles, qui est la version originale de L'île céleste du jeu original. Dawn of Fire a également introduit les Prismatiques, qui ne sont disponibles que lors de certains événements, et pendant ces événements peuvent être créés en envoyant un monstre à travers la Porte du prismes. Les prismatiques sont l'équivalent de la préquelle des monstres rares et épiques du jeu original.

## D'autres jeux

### My Singing Monsters: Composer
My Singing Monsters: Composer sert d'application pour composer des chansons personnalisées en utilisant certains monstres de la franchise, mais pas tous.

### My Singing Monsters: Playground
My Singing Monsters : Playground est un jeu vidéo de fête. Dans My Singing Monsters: Playground, les joueurs peuvent participer à des jeux qui se déroulent dans le monde des monstres et peuvent incarner des personnages de la franchise My Singing Monsters. My Singing Monsters: Playground a également une version physique exclusive à la Nintendo Switch, sortie le 9 novembre 2021.

### My Singing Monsters: le jeu de société
My Singing Monsters : The Board Game est un jeu de société basé sur la franchise My Singing Monsters. Le jeu de société a été soutenu par Kickstarter du 1er au 21 juin et est conçu par Sen-Foong Lim et Jay Cormier. Il existe deux versions du jeu; l'édition standard, qui comprend tous les composants de base, et l'édition Deluxe, qui comprend neuf mini-figurines Monster peintes, des composants améliorés et une extension exclusive qui présente les monstres Werdo. Le jeu de société est un jeu de placement de travailleurs, dans lequel le joueur élève des monstres pour produire plus de pièces que les autres joueurs.

### Guide pédagogique de la 1re à la 3e année: My Singing Monsters
En 2018, Big Blue Bubble a publié un guide pédagogique destiné aux enfants du primaire ; Guide pédagogique Grade 1-3: My Singing Monsters, qui était destiné à enseigner des leçons sur la musique en utilisant des personnages et des concepts de la franchise.

### Jeux abandonnés

#### Furcorn's Jelly Dreams / Jammer Splash
Furcorn's Jelly Dreams était un jeu de puzzle mettant en vedette des personnages de la franchise et a été abandonné en 2017. Cela a finalement été refait en Jammer Splash!, qui a également été interrompu.
Plusieurs autres jeux de la franchise ont également été abandonnés, notamment My Mammott, My PomPom, Fling a Thing!, Thumpies, My Singing Monsters: Coloring Book et My Singing Monsters: Official Guide. Fling a Thing ! et Thumpies sont sortis avant My Singing Monsters, et des références à ces jeux peuvent être trouvées tout au long de la série My Singing Monsters.

## Collaborations notables
Le 17 juin 2013, Big Blue Bubble a collaboré avec Disney Mobile pour créer My Muppets Show, un jeu proposant un gameplay similaire à My Singing Monsters, mais avec les Muppets à la place. Le jeu comportait cinq étapes, chacune avec sa propre chanson, et les Muppets ont été obtenus en les "numérisant" avec une machine appelée HARV-E. Le jeu a été définitivement arrêté le 9 janvier 2015.
En juillet 2013, Big Blue Bubble a annoncé avoir collaboré avec l'artiste primé aux Grammy Awards Kristian Bush du duo américain de musique country Sugarland pour créer un nouveau monstre, le Shugabush,. Bush avait été inspiré pour collaborer avec My Singing Monsters en voyant son fils de 11 ans jouer au jeu. Son cousin, Charles Moser, était un stagiaire de Big Blue Bubble à l'époque, alors il l'a immédiatement appelé.[réf. nécessaire] Il a fait l'éloge de la musique attrayante entourant le jeu et a collaboré avec Big Blue Bubble pour créer le Sucré-Bush . Après que sa collaboration ait été présentée dans un communiqué de presse, il avait déclaré "Tout d'abord, la musique de My Singing Monsters est irrésistible - c'est ce qui m'a attiré vers le jeu. Et comme j'aime rêver grand via les réseaux sociaux, je suis si heureux que Dave Kerr et son équipe de My Singing Monsters aient rêvé en retour. J'ai toujours voulu laisser sortir mon monstre intérieur [...] et je pense que je suis enfin sur le point d'impressionner mon fils." 
En octobre 2013, Big Blue Bubble a signé un accord avec la maison d'édition Egmont UK en tant que nouveau partenaire de licence stratégique.
En juillet 2017, Big Blue Bubble a annoncé que Wind Sun Sky Entertainment adapterait son jeu mobile My Singing Monsters en une franchise multimédia, en commençant par une série télévisée d'animation et un programme de produits de consommation. Skybound Entertainment sera le distributeur dans tous les territoires du monde, à l'exception du Canada.
En 2021, Big Blue Bubble a commencé une série de 7 épisodes intitulée "My Singing Monsters: Fandemonium", en collaboration avec Wind Sun Sky Entertainment. La série a été diffusée exclusivement sur YouTube. L'émission était animée par le Mec Mammouth, l'Épi de poil et le PomPom. Il a discuté des futures mises à jour de la franchise, ainsi que des réponses aux questions de la communauté et d'autres types de divertissement. my Singing Monsters: Fandemonium est séparé de l'émission télévisée.

## Réception
Kotaku a décrit l'original My Singing Monsters comme une "combinaison intelligente de musique et d'élevage de monstres", louant la façon dont la complexité d'une chanson peut être développée par l'utilité de l'élevage de monstres, chaque monstre révélant une nouvelle ligne dans la chanson. Cependant, Kotaku était "un peu déçu" du niveau de complexité ajouté dans Dawn of Fire, signalant que le nouveau système d'alimentation entrave les progrès vers l'ensemble du concept de dévoilement du "nirvana musical".
Gamezebo et 148Apps apprécient la musique de My Singing Monsters, mais n'étaient pas satisfaits des problèmes de connexion,.
Le jeu a remporté le People's Voice Award de la "Meilleure musique/conception sonore" aux Webby Awards 2020,.